# Sư đoàn 5, Quân đội nhân dân Việt Nam
Sư đoàn 5 là đơn vị chủ lực của quân khu 7, Quân đội nhân dân Việt Nam, một phiên bản phía tây của sư đoàn 9 Quân đội nhân dân Việt Nam.

## Quá trình phát triển
Tháng 9/1965, tại vùng núi Mây Tàu thuộc tỉnh Bà Rịa - Vũng Tàu, Quân ủy, Bộ Tư lệnh Miền Bắc đã ra quyết định thành lập Sư đoàn 5. Ngày 23/11/1965, Đảng ủy Sư đoàn 5 họp phiên đầu tiên và quyết định lấy ngày này làm ngày truyền thống Sư đoàn (cũng là kỷ niệm ngày Nam Kỳ khởi nghĩa năm 1940).
Trước khi đất nước thống nhất, đây là sư đoàn chủ lực của Quân Giải phóng miền Nam Việt Nam ở khu vực B2.

#### Giai đoạn chiến tranh cục bộ[2]
Trung đoàn 5, thuộc Sư đoàn 5 được thành lập ngày 31.5.1965 ngay tại Căn cứ Bà Hảo thuộc huyện Dương Minh Châu do Nguyễn Thới Bưng làm Trung đoàn trưởng đầu tiên.
Lúc mới thành lập, trong điều kiện muôn vàn khó khăn, thiếu thốn, Trung đoàn 5 đã nhận được sự đùm bọc, che chở, giúp đỡ rất lớn của tổ chức đảng, lực lượng vũ trang và nhân dân địa phương. Sau 3 tháng vừa chiến đấu, vừa huấn luyện và ổn địch biên chế đơn vị, đầu tháng 9.1965, Trung đoàn 5 nhận lệnh hành quân về chiến đấu trên địa bàn Bà Rịa - Long Khánh trong đội hình của Sư đoàn 5.
Sư trưởng đầu tiên của sư đoàn là Nguyễn Hòa (tức Trần Danh), chính ủy đầu tiên là Lê Xuân Lựu. Dù cả đội hình có các trung đoàn 4 - 5 cùng các đơn vị trợ chiến, sư này mang vai trò là đơn vị dự bị chiến lược, chủ yếu hoạt động quy mô cấp Trung đoàn, chưa từng tác chiến quy mô cấp Sư đoàn trước năm 1972.
Trong hai năm đầu thành lập (1965 - 1967), tác chiến chủ yếu trên địa bàn huyện Đất Đỏ và huyện Châu Đức, tỉnh Bà Rịa- Long Khánh.
Thời gian đầu, F5 tác chiến chống lại trung đoàn thiết giáp - lữ đoàn dù 174 Hoa Kỳ, Sư đoàn 18 Quân lực Việt Nam Cộng hòa... F5 chủ yếu hoạt động ở chiến trường Long Khánh - Bà Rịa - Biên Hòa, riêng sở chỉ huy trung đoàn 5 đóng ở Bình Thuận. Đơn vị vẫn trang bị kém vì được tiếp tế rất ít, chủ yếu là CKC-AK hoặc súng chiến lợi phẩm.
Tháng 2/1966 trận Võ Xu, tháng 3 tập kích vào trường biệt kích Vũng Tàu, tháng 4 chạm trán với Sư đoàn 1 Anh Cả Đỏ ở chi khu Tầm Bó, tháng 8 trận Long Tân - trận đầu tiên với lực lượng quân Úc, cùng nhiều chiến công khác... Mỹ đưa thêm quân vào chiến trường, mở rộng những trận càn vào miền đông. Đạt được một số thắng lợi, các đơn vị đều chịu rất nhiều tổn thất ngày càng tăng.

Bộ tư lệnh Quân đội nhân dân Việt Nam tiến hành cuộc tấn công Xuân 1968. F5 được tăng cường trung đoàn 88 (sư 308), có vai trò chủ lực mặt trận phía đông, tấn công Sài Gòn. Thời điểm này, sư đoàn trưởng Nguyễn Thế Truyện tử trận còn chính ủy Tám Hà đầu hàng bỏ chạy về phía Việt Nam Cộng hòa, F5 chịu tổn thất nặng khi đối đầu với hỏa lực của Hoa Kỳ và QLVNCH. Sau 2 đợt tiến công, đội hình chính của sư đoàn 5 rút quân về phía Tây Bắc Sài Gòn. 
Trung đoàn Đồng Nai bị xóa sổ, những tốp cuối cùng rút ra An Phú Đông, chỉ còn không đầy 100 tay súng là chưa bị thương nhưng đã kiệt sức, về sau tập hợp lại thêm 300 người. Tiểu đoàn 2 bị thương vong gần hết.
Trung đoàn 55, trung đoàn 88 và sư đoàn bộ bị cô lập phải bỏ địa bàn. Chính ủy sư đoàn (Tám Hà) ra chiêu hồi.
Trong đợt 2 và đợt 3 của Tổng tiến công và nổi dậy Tết Mậu Thân 1968 (từ đầu tháng 5 đến tháng 10.1968), Sư đoàn 5 cơ động từ Biên Hòa về chiến đấu trên địa bàn Trảng Bàng, Gò Dầu, Dương Minh Châu tỉnh Tây Ninh, Sư đoàn 5 đối đấu với Sư đoàn 25 bộ binh cơ giới Mỹ được mệnh danh “Tia chớp nhiệt đới”.
Đợt 3 năm 1968 tiếp tục bùng nổ trong khi Mỹ và Việt Nam Cộng hòa đã chuẩn bị sẵn để đón đánh. Đội hình được tăng cường trung đoàn 33 (là E101 cũ ở miền đông) và 174 (trung đoàn Cao Bắc Lạng thuộc sư 316) đưa từ Tây Nguyên vào hoạt động và giành một số thắng lợi, trong khi thương vong vẫn tăng. Cuối năm 1968 chiến dịch Mậu Thân kết thúc, Trung đoàn 5 vẫn còn hoạt động ở ngoại vi Sài Gòn, còn trung đoàn 4 lùi về QK7.

#### "Việt Nam hóa chiến tranh"
Giai đoạn này F5 gặp nhiều khó khăn và phải củng cố đội hình liên tục, không còn giữ nguyên biên chế ban đầu giống như F7 và F9. Đội hình F5 hoạt động ở chiến trường phía đông cho đến hết năm 1969. E55 của F5 và E95C của F9 tổ chức đánh vào căn cứ Hoàng Diệu nhưng không thành, đành phải rút lui về hướng biên giới.

Năm 1969, E88 rời khỏi F5 đi theo hướng Củ Chi - Trảng Bàng - QK8 rồi tăng cường cho QK8; E33 rời F5 đi tăng cường cho chiến trường T6 (ở khu vực Đồng Nai-Bình Thuận). E4 sau khi hồi phục đã tách khỏi sư đoàn, hoạt động độc lập ở QL2. Chỉ còn lại E55 & E174, để bổ sung lực lượng, sư 5 thành lập thêm trung đoàn Q.766 (tức E6) khi có tân binh chuyển vào. Tháng 4/1970 F5 hành quân lên Campuchia và tham gia đánh lui cuộc hành quân qua Campuchia của Mỹ - Quân lực Việt Nam Cộng hòa. Đơn vị đánh thắng trận Snoul, tịch thu được nhiều xe thiết giáp và sử dụng nó trong chiến dịch 1972. 
Tại biên giới, sư 5 tách một phần bộ chỉ huy và 2 tiểu đoàn khác của E55 để thành lập trung đoàn 205 trực thuộc Bộ Tư lệnh Miền. Còn E5 củng cố lại đội hình gồm 2-3 tiểu đoàn, lực lượng tân binh chiêu mộ ở địa bàn được bổ sung vào E55. Đầu năm 1971 Quân đội nhân dân Việt Nam thành lập đoàn 301 gồm 3 sư đoàn 5,7,9. Các trung đoàn 55, 174, 6 đổi tên lần lượt thành 1,2,3 thuộc bộ chỉ huy F5. Ban chỉ huy 3 trung đoàn khi đó gồm: Tư lệnh trung đoàn 1 Tư Bường, tư lệnh trung đoàn 2 Quân, tư lệnh trung đoàn 3 Tư Bường. 
Đầu năm 1972, Quân đội nhân dân Việt Nam mở chiến dịch Nguyễn Huệ. F5 được tăng cường E3 của F9, phối hợp cùng các đơn vị xe tăng, tấn công Lộc Ninh thành công và đây là trận hiệp đồng binh chủng đầu tiên của Quân đội nhân dân Việt Nam ở chiến trường B2. Trận này F5 có hiệu suất rất cao: xóa sổ trung đoàn 1 thiết giáp, đánh ngã Sư đoàn 9 Bộ binh Quân lực Việt Nam Cộng hòa. Sức ép quân sự này góp phần làm phái đoàn ở hội nghị Paris giữ thế mạnh.
Khi F9 tiến công An Lộc, F5 phòng thủ Lộc Ninh và vây vòng ngoài, cử 1 trung đoàn chi viện hỏa lực cho cánh An Lộc, song không thành công. Từ giữa năm 1972 trở về sau F5 lùi về miền tây Nam Bộ và hỗ trợ các đơn vị ở đây mở chiến trường phối hợp. Đây là năm mà sư đoàn thu được nhiều thắng lợi nhất, tuy nhiên tổn thất của F5 không hề nhỏ trong giai đoạn nửa cuối năm 1972..

#### Giai đoạn sau 1973
Sau lệnh ngừng bắn có hiệu lực vào đầu năm 1973, F5 chốt giữ phần lãnh thổ đã kiểm soát và củng cố đội hình. Đến cuối năm 1974, Quân đoàn 4 được thành lập với đội hình 3 sư đoàn 5,7,9. Đầu năm 1975, F9 về miền tây, cùng với F5 và Sư đoàn Phước Long tạo thành quân đoàn tạm thời (đoàn 232) do trung tướng Lê Đức Anh làm tư lệnh. Kế hoạch Quân lực Việt Nam Cộng hòa rút về miền tây cố thủ đã thất bại. 30/4/1975 kết thúc chiến tranh, sư đoàn 5 được chính quy hóa và hợp nhất với Quân đội Nhân Dân Việt Nam. F5 vẫn làm nhiệm vụ truy nã một số nhóm nhỏ của Quân lực Việt Nam Cộng hòa còn chống cự lẻ tẻ.
Năm 1977, 1978 F5 tiếp tục tấn công Khmer Đỏ ở Campuchia, chiếm lại vùng biên giới và tham gia chiến dịch K3. Lần thứ 2, F5 tấn công Snoul và giành thắng lớn vào ngày 5/12/1978. Tháng 1/1979 F5 tấn công Phnôm Pênh. Sau chiến thắng, F5 lần thứ 2 được Cộng hòa Xã hội Chủ nghĩa Việt Nam tặng danh hiệu "Anh hùng lực lượng vũ trang nhân dân".
F5 tiếp tục tham gia mặt trận 479 nhưng lần này chịu nhiều tổn thất dai dẳng vì quân Khmer đỏ vẫn còn. F5 được biên chế thêm E2, E688 biên phòng, E160 tỉnh Long An, nâng tổng số lên 6 E bộ binh và 1 E pháo. Năm 1989 F5 rút về Việt Nam.

## Tổ chức sư đoàn

##### Trung đoàn BB4
Còn gọi là Q.764, thành lập ngày 3/2/1965 mang phiên hiệu trung đoàn Đồng Nai, do Đặng Ngọc Sỹ chỉ huy. Được thành lập từ các tiểu đoàn yểm trợ trong chiến dịch Bình Giã, lúc đầu bao gồm: Tiểu đoàn 500 quân số trên 500 người (khi bầu đại úy Năm Hưng làm tiểu đoàn trưởng, đơn vị được đổi tên thành tiểu đoàn 800) chủ lực QK7; tiểu đoàn 700 quân khu 7 có quân số 700 người. Ngoài ra còn có tiểu đoàn 445 tỉnh đội Phước Tuy tham chiến hỗ trợ, quân số khoảng 300-400 người.
Khi thành lập sư đoàn 5, thì trung đoàn 4 được cơ cấu thành tiểu đoàn D1 (tiểu đoàn 800 của Nguyễn Nam Hưng) và D3 (tiểu đoàn 308 của Tư Thinh). Mùa thu năm 1965, bổ sung thêm tiểu đoàn 265 (D2) đến từ QK8 của tiểu đoàn trưởng Lê Phải.
Giữa năm 1968 E4 gần như bị xoá sổ. Bộ chỉ huy rút tiểu đoàn 265 về Thủ Đức. Năm 1969, bổ sung bằng D2 tỉnh Thái Bình về E4, tái hoạt động với biên chế D1+D2+D3, tham gia trận tiến công Kỷ Dậu 1969. Sau đó, E4 rời khỏi F5 quay về tỉnh Phước Tuy hoạt động độc lập ở chiến trường Bà Rịa - Long Khánh. Từ 1969 cho đến đầu năm 1975, đơn vị chiến đấu ở chiến trường đông-tây quốc lộ 2.
Trong trận Xuân Lộc, E4 cùng E812, E33 hợp lại thành sư đoàn 6 do đại tá Hai Phê (Nguyễn Văn Phê) chỉ huy. Do trúng bom CBU, nên D2 tiếp tục bị xóa sổ Sở Chỉ Huy một lần nữa, song vẫn giữ được hỏa lực tiến công. Sau chiến thắng 1975, đơn vị được tổ chức về lại F5, bao gồm các tiểu đoàn 1+2+3.

##### Trung đoàn Bộ binh 5
Ban đầu là trung đoàn 55 (Q.765) hoạt động vào cuối năm 1964 ở miền Tây Nam Bộ. Trung đoàn 5 BB được thành lập chính thức ngày 31/5/1965. Đây là trụ cột của sư đoàn 5, hoạt động ở Tánh Linh (Bình Thuận), còn gọi là "trung đoàn Cá Gô" - chỉ huy trưởng Huỳnh Thìn (Mười Thìn, cán bộ cũ của trung đoàn 4). Chính vì thành lập tháng 5/1965 nên hay được gọi là "đoàn 55" (E5).
Biên chế gồm 3 tiểu đoàn 7, 8, 9 nhưng do tiêu hao nhiều trong một thời gian nên gộp thành 2 tiểu đoàn lớn. Cũng vào cuối năm 1965, trung đoàn bị sốt rét toàn bộ đội hình khi đang đóng quân ở Tánh Linh và tham chiến khá muộn. Tham chiến trận Long Tân với lính Úc vào năm 1966, được bổ sung 1 tiểu đoàn đến từ Bắc Sơn. Đánh vào Sài Gòn lần đầu tiên năm 1968 nhưng cũng bị tổn thất nặng, rút lui về hướng Bắc Sài Gòn, tổ chức đánh đợt 3 với quy mô tăng cường. Năm 1969 khi nhận được quân bổ sung, trung đoàn tiếp tục tiến công - tập kích suốt nửa năm với cường độ yếu dần và đến cuối năm ngừng tiến công để bảo toàn lực lượng.
Khi rút sang biên giới Campuchia vào năm 1970, trung đoàn tách làm 2: trung đoàn 205 (E205) đóng ở sau lưng biên giới - thuộc C40, và "trung đoàn 1" (E1) biên chế vẫn thuộc F5. Năm 1972, Bộ tư lệnh B2 đưa F5 về nước tham gia chiến dịch Nguyễn Huệ, giữa chiến dịch đưa E205 chi viện cho trận địa của Công Trường 7; năm 1973 tách hẳn ra để thành lập sư đoàn Phước Long và năm 1975 chuyển quân ra Bắc. Còn E1 tham chiến trong đội hình F5 cho đến giữa năm 1972 thì rút sang miền Tây Nam Bộ hoạt động. Sau chiến dịch Hồ Chí Minh, F5 tổ chức lại khung cũ gồm E4, E5.

##### Trung đoàn Bộ binh 271
Là một trung đoàn của F341 ở Nghệ An. Hành quân đi B vào tháng 2/1971 nên được gọi là 271. Ban đầu được biên chế cho đoàn C30B (gồm E271, E24) tham gia chiến dịch Nguyễn Huệ. Trong chiến dịch năm 1975, E271 thuộc đội hình cho sư đoàn Phước Long. Sau năm 1975 sư này cùng với sư 302 chuyển ra Bắc, E271 được điều về về đội hình F5.
Tiểu đoàn 14 Cối 100mm
Tiểu đoàn 15 SPG-9
Tiểu đoàn 16 SMPK 12,7mm
Tiểu đoàn 17 Công binh
Tiểu đoàn 18 Thông tin
Đại đội 19 Phòng hóa
Đại đội 20 Trinh sát
Đại đội 23 Vệ binh
Tiểu đoàn 24 Quân y
Tiểu đoàn 25 Vận tải
Đại đội 26 Sửa chữa
Đại đội 29 Kho

## Lãnh đạo hiện nay
Sư đoàn trưởng: Đại tá: Nguyễn Hải Nam
Chính ủy: Đại tá Trần Hoàng Giang 
Phó sư đoàn trưởng, Tham mưu trưởng: Thượng tá Cao Văn Thắng
Phó Sư đoàn trưởng: Thượng tá Nguyễn Phan Anh
Phó Sư đoàn trưởng: Đại tá Nguyễn Trọng Thái
Phó Chính ủy : Thượng tá Phan Hoài Quyết

## Chỉ huy và Lãnh đạo qua các thời kỳ
Sư đoàn trưởng
- 1963-1972, Nguyễn Thanh Hồng
- 2006-2008, Võ Minh Lương, Trung tướng(2015) - nguyên Tư lệnh Quân khu 7 (2015-2020), Thứ trưởng Bộ Quốc phòng.
- 2008-2011, Võ Văn Cổ, Thiếu tướng (2012) - Phó Tham mưu trưởng Quân khu 7 (2011-2018)
- 2011-4.2014, Nguyễn Văn Hoàng, Phó Tham mưu trưởng Quân khu 7(2.2020-nay), Phó Tư lệnh - Tham mưu trưởng Bộ Tư lệnh Thành phố Hồ Chí Minh (4.2014-2.2020)
- 4.2014-3.2017, Phạm Văn Thuận, Phó Tham mưu trưởng Quân khu 7(3.2017-nay)
- 3.2017-10.2018, Nguyễn Trường Thắng, Thiếu tướng (2019) nguyên Tư lệnh Bộ Tư lệnh Thành phố Hồ Chí Minh (11.2018-2.2020), nguyên Phó Tư lệnh Quân khu 7 (2.2020-11.2020), Tư lệnh Quân khu 7  (11.2020 - nay)
- 10.2018-2.2020, Phạm Văn Rậm, Phó Tư lệnh Bộ Tư lệnh Thành phố Hồ Chí Minh (2.2020-nay)
- 2020-18/10/2022, Lê Xuân Bình, Chỉ huy trưởng Bộ Chỉ Huy Bà Rịa Vũng Tàu (10/2022 - nay)
- 31/10/2022- nay: Đại tá Nguyễn Hải Nam

Chính ủy
- 2008-2009 Nguyễn Trọng Nghĩa Thượng tướng (2017), Phó Chủ nhiệm Tổng cục Chính trị (2012-2021), Trưởng Ban Tuyên Giáo Trung Ương (2021-nay)
- 2009-2011 Trần Hoài Trung, Trung tướng (2018), Chính ủy Quân khu 7 (2018-nay)
- 2011-12.2013 Đỗ Văn Bảnh, Thiếu tướng (2018) Chủ nhiệm Chính trị, Phó Chính Uỷ Quân khu 7 (2018-2022), Chính uỷ Học viện Lục quân (2022-10.2023), Trung tướng (2023) Chính ủy Học viện Quốc phòng (11.2023 - nay) .
- 1.2014-5.2017 Phan Văn Xựng, Thiếu tướng (2020) Chính ủy  Bộ Tư lệnh Thành phố Hồ Chí Minh (2.2020-nay)
- 5.2017-2.2020 Thái Thành Đức, Đại tá (2018), Phó Chủ nhiệm chính trị Quân khu 7 (2.2020-nay)
- 2.2020-12.2022  Đại tá :Phạm Anh Tuấn
- 12.2022 - nay  Đại tá: Trần Hoàng Giang